# Umberto Sorani
Umberto Sorani (n. 1886) a fost un inventator român de origine italiană.
Prima sa inovație este legată de realizarea unui periscop pentru submarinele rusești.
După Primul Război Mondial înregistrează în anul 1922 în Italia brevetul de invenție industrială a unui nou tip de pulverizator destinat a fi utilizat în agricultură, folosind lichide sub presiune  precum și în domeniul medical pentru dezinfectări. Apoi inventează o mandrină pentru fixat burghie de găurit, deosebit de utilă la mașini unelte. Tot atunci a conceput și o mașină de curățat cartofi, care s-a fabricat în serie în România.
Invențiile sale din ultima parte a vieții  au fost fabricarea unui nou procedeu de realizare a buteliilor de aragaz precum și  o instalație pentru producția și încărcarea automată a fiolelor  destinate medicamentelor, instalație ce a permis o încărcare de 7 ori mai eficientă decât posibilitățile timpului.